# Dactylopsila megalura
Dactylopsila megalura là một loài động vật có vú trong họ Petauridae, bộ Hai răng cửa. Loài này được Rothschild & Dollman mô tả năm 1932.